# لورين ستوكس
لورين ستوكس (بالإنجليزية: Loren Stokes)‏ مواليد 12 نوفمبر 1983، هو لاعب كرة سلة أمريكي. بدأ مسيرته الاحترافية في سنة 2007. يبلغ طوله 6 قدم 3 بوصة (1.9 م). لعب مع نادي أوديسا لكرة السلة في دوري السوبر الأوكراني لكرة السلة. اعتزل اللعب في 2012.